# Simpang Marbau
Simpang Marbau is een bestuurslaag in het regentschap Labuhan Batu Utara van de provincie Noord-Sumatra, Indonesië. Simpang Marbau telt 3593 inwoners (volkstelling 2010).